# Солончак
Солончак је врста земљишта. Сама реч је руског порекла и се састоји из две речи сол — „со” и татарске речи чак — „много”, што значи да је земиште са много соли. У Србији, солончаци су највише распрострањени у Војводини (око 25.000 ha у Бачкој и Банату), мање на Косову и дуж јадранске обале у Црној Гори. У свету заузимају простор од око 260 милиона ha. У Руској Федерацији солончаци су заступљени у полупустињама и пустињама. Реакција средине прати количину и врсту соли. Хлоридни и сулфатни солончаци имају алкалну средину до 8,7 односно 9 pH, док содни имају врло изразиту алкалну средину и до 10,3 pH. Ове pH вреднности условљене су и присуством адсорбованог натријумовог јона у рспону од 20—75% у зависности од врсте соли. Механички састав је претежно глиновит и прилично хомоген, који предодређује водно-физичка својства.